# Xã Gleghorn-South Kilgore, Quận Clay, Arkansas
Xã Gleghorn-South Kilgore (tiếng Anh: Gleghorn-South Kilgore Township) là một xã thuộc quận Clay, tiểu bang Arkansas, Hoa Kỳ. Năm 2010, dân số của xã này là 1.754 người.